# 허웅 (배우)
허웅(1980년 12월 4일 ~ )은 대한민국의 배우이다.

## 학력
- 서울예술대학 연극과

## 출연 작품

### 영화
- 《손》 (2020년) - 구급대원 역
- 《잔칫날》 (2020년) - 장례식장 남직원 역
- 《젊은이의 양지》 (2020년) - 형사 역
- 《다른 길이 있다》 (2017년) - 맹인신랑 역
- 《돌연변이》 (2015년) - 연구원 2 역
- 《제보자》 (2015년) - 난자매매업체 사내 역
- 《찌라시: 위험한 소문》 (2014년) - 경고 역
- 《원 나잇 온리》 (2014년) - 재호 역

### 드라마
- 《드라마 스테이지 - 인출책》 (tvN, 2018년) - 대두형사 역

### 연극
- 《사랑별곡》
- 《휘가로의 결혼》 - 안토니오 역
- 《마누래 꽃동산》 - 용팔 역
- 《비계덩어리》 - 박금봉 역
- 《대통령이 죽었다고?》 - 허삼 역
- 《마누래 꽃동산》
- 《심판》
- 《물리학자들》
- 《우리읍내》
- 《리어 리어 리어》
- 《에드워드본드의 리어》
- 《늙은 쥐》
- 《골통》
- 《벚꽃동산》
- 《애플 혹은 사과》